# Jakub Wiech
Jakub Wiech (ur. 1992 w Kielcach) – polski dziennikarz gospodarczy, eseista, poeta, z wykształcenia prawnik. Redaktor naczelny portalu Energetyka24.com. Popularyzator wiedzy o polityce energetycznej Polski i Unii Europejskiej.

## Życiorys
Jakub Wiech urodził się w Kielcach, gdzie ukończył IV Liceum Ogólnokształcące. Ukończył prawo na Uniwersytecie Warszawskim (2016). W trakcie studiów uczestniczył w projekcie Warsaw-Beijing Forum. Kończąc studia, otrzymał nagrodę w ogólnopolskim konkursie Studencki Nobel w kategorii „Dziennikarstwo i Literatura”.
W lipcu 2018 roku został zastępcą redaktora naczelnego serwisu Energetyka24, zaś w marcu roku 2023 został jego redaktorem naczelnym. Był współautorem prowokacji „Piotr Niewiechowicz”, za którą został nominowany do nagrody MediaTory w kategorii ProwokaTOR. Za ten sam materiał został nominowany do nagrody w kategorii „Dziennikarstwo Specjalistyczne” w konkursie Grand Press 2018.
W 2019 roku otrzymał stypendium James S. Denton’s Transatlantic Fellowship, w ramach którego przebywał w Stanach Zjednoczonych.
W 2020 roku otrzymał nagrodę w organizowanym przez Towarową Giełdę Energii konkursie Platynowe Megawaty. Jury konkursu uznało jego artykuł „Ekomaskirowka Berlina, czyli propaganda w służbie niemieckiej Energiewende” za najlepszą publikację na temat rynku energii elektrycznej w roku 2019.
W 2021 roku jego książka „Energiewende. Nowe niemieckie imperium” została nominowana do konkursu Economicus w kategorii „najlepsza książka szerząca wiedzę ekonomiczną”. W tym samym roku jego książka „Globalne ocieplenie. Podręcznik dla Zielonej Prawicy” została wyróżniona w konkursie Fundacji Identitas jako „pierwsza w tym rodzaju praca powstała na wschód od Odry”. Otrzymał też wtedy nagrodę Dobry Dziennikarz, przyznawaną przez Instytut Dyskursu i Dialogu.
W 2023 roku ponownie otrzymał nagrodę w konkursie Platynowe Megawaty – tym razem za swój autorski podcast „Elektryfikacja”. Audycja ta została nominowana do międzynarodowej nagrody Siemens Media Award, zwyciężyła także w kategorii Debiut w ramach konkursu Podcast Roku.
W 2024 roku został wybrany „Dziennikarzem Dekady” w internetowym plebiscycie zorganizowanym przez Towarową Giełdę Energii.
Wykładał na Wydziale Prawa i Administracji Uniwersytetu Warszawskiego, kierował też studiami „MBA Zarządzanie Polityką Energetyczną i Klimatyczną”.

## Działalność
Deklaruje się jako zwolennik zielonego konserwatyzmu. W latach 2014–2016 pisał dla bloga Niezależnego Zrzeszenie Studentów. W 2016 roku rozpoczął pracę w serwisie Defence24, na portalu Energetyka24. Do jego głównych zainteresowań oraz tematów analiz należą zagadnienia związane z LNG, smogiem oraz gazem. Pisze o gospodarczych stosunkach międzynarodowych, zwłaszcza rosyjskich i niemieckich, oraz walczy z dezinformacją i fake newsami. Jako ekspert portalu Energetyka24 był zapraszany do Polskiego Radia oraz Telewizji Republika.
Jest autorem m.in. wiersza „Czekolada”. Jego wiersze i artykuły ukazywały się na łamach czasopism i portali takich jak „Gość Niedzielny”, Onet.pl, Nowaja Polsza, Teologia Polityczna, „Magiel” oraz „Jednorożec”.
W 2019 roku opublikował książkę pt. „Energiewende. Nowe niemieckie imperium”, w której opisywał strategię energetyczną Niemiec. W roku 2020 wydał książkę „Globalne ocieplenie. Podręcznik dla Zielonej Prawicy”, będącą krytyczną analizą postawy polityków, dziennikarzy i komentatorów prawicowych wobec zmiany klimatu. Dwa lata później został felietonistą Gazety Wyborczej. W roku 2023 nakładem Wydawnictwa „Znak” ukazała się jego książka „Energetyka po prostu”.

## Publikacje książkowe
- Jakub Wiech: Niezależni w czasach niewoli. Rozmowy z działaczami wczesnego NZS-u. Bydgoszcz: Niezależne Zrzeszenie Studentów, 2018, s. 75. ISBN 978-83-951794-0-2.
- Jakub Wiech: Energiewende. Nowe niemieckie imperium. Warszawa: Wydawnictwo Defence24, 2019, s. 124. ISBN 978-83-65960-13-9.
- Jakub Wiech: Globalne ocieplenie. Podręcznik dla Zielonej Prawicy. Warszawa: Wydawnictwo Defence24, 2020, s. 161. ISBN 978-83-65960-26-9.
- Jakub Wiech: Energetyka po prostu. Warszawa: Wydawnictwo Znak, 2023, s. 365. ISBN 978-83-240-6775-6.